# 多節鞭
多節鞭（たせつべん）とは、鞭の形態の一種。

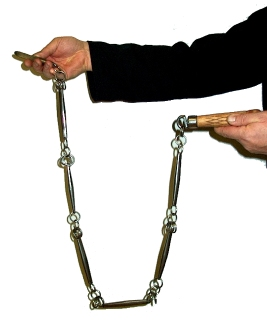
多節鞭の例

複数の棒を、鉄のリングで繋いだ武器で、中国武術などにみられる。金属製のものが多い。映画の影響で一気に有名となった、三節鞭、九節鞭も、多節鞭の一種である。全体的には、節が多くなるほどに個々の鞭は小型になる。あくまで鞭のバリエーションとして発達した武器の為、一定以上の長さを持つ。